# Градачка река
Градачка река припада сливу реке Брвенице, која припада сливу Ибра. Настаје спајањем Боровићког и Лучког потока, да би потом спајањем са Крушевичком реком, која настаје од Рудњанског и Бинићког потока, градила реку Брвеницу, која је лева притока Ибра.